# Nils Schumann
Nils Schumann (ur. 20 maja 1978 w Bad Frankenhausen) – niemiecki lekkoatleta, biegacz specjalizujący się w dystansie 800 metrów, mistrz olimpijski z Sydney (2000).
Schumann był złotym medalistą Mistrzostw Europy Juniorów w 1997 w Lublanie. Niespodziewania zwyciężył w Halowych Mistrzostwach Europy w 1998 w Walencji. W 1998 triumfował także w Mistrzostwach Europy na stadionie, a następnie wygrał na 800 metrów w Pucharze Świata. W 1999 był podwójnym złotym medalistą Młodzieżowych Mistrzostw Europy w Göteborgu na 800 metrów i w sztafecie 4 × 400 metrów, jego rezultat na 800 metrów (1:45,21) jest aktualnym rekordem tej imprezy. Na Mistrzostwach Świata w Sewill zajął 8. miejsce na 800 metrów.
Rok 2000 Schumann rozpoczął od zdobycia srebrnego medalu na Halowych Mistrzostwach Europy w 2000 w Gandawie.  Na igrzyskach w Sydney wyprzedził na finiszu faworyta – rekordzistę świata Wilsona Kipketera.
Zajął 5. miejsce na 800 m na Mistrzostwach Świata w Edmonton.  W 2002 zdobył brązowy medal Mistrzostw Europy w Monachium.
Był mistrzem Niemiec na 800 m na stadionie w 1999 i 2000 oraz w hali w 1998 i 2000. Jego życiowy rekord na tym dystansie wynosi 1:44,16.